# Meghan O’Rourke
Meghan O'Rourke (Brooklyn, New York, 1976. január 26. –) amerikai költő, kritikus, szerkesztő.

## Életrajz
Meghan O'Rourke a Yale Egyetemen végzett. Korábban a The New Yorker magazin szépirodalmi, 2005 és 2010 között pedig a Paris Review versrovatának szerkesztője volt, a New York Times külső munkatársa. O'Rourke széles látókörét cikkeinek sokszínűsége adja, írt lóversenyekről, politikai házasságokról és válásokról, a nőiségről az irodalom metszetében. Versei többek között a New Yorker magazinban, The New Republicban és a Poetry magazinban jelentek meg. Első, önálló kötete Halflife címmel jelent meg a Norton kiadó gondozásában. 2011-ben látott napvilágot The Long Goodbye című memoárja, melyben elhunyt édesanyjáról emlékezik meg. Magyarul eddig néhány verse olvasható, Nagypál István fordításában.

## Munkái
- 2007 Halflife (W.W.Norton, New York, verseskötet)[3]
- 2011 The Long Goodbye (Riverhead, New York, memoár)
- 2011 Once (W.W. Norton, New York, verseskötet)

## Díjai
- 2005 Union League Prize for Poetry from the Poetry Foundation, díjazott[4]
- 2008 May Sarton Poetry Prize, díjazott[5]
- Lannan Literary Fellowship, díjazott